# Kalemovo Jezero
Kalemovo Jezero är en sjö i Bosnien och Hercegovina.   Den ligger i entiteten Federationen Bosnien och Hercegovina, i den centrala delen av landet, 60 km väster om huvudstaden Sarajevo. Kalemovo Jezero ligger 900 meter över havet.
I omgivningarna runt Kalemovo Jezero växer i huvudsak lövfällande lövskog. Runt Kalemovo Jezero är det ganska tätbefolkat, med 93 invånare per kvadratkilometer.